# アイーダ (小惑星)
アイーダ (861 Aida) は、小惑星帯の小惑星の一つ。1917年1月22日にマックス・ヴォルフによってハイデルベルクのケーニッヒシュトゥール天文台で発見された。名前はジュゼッペ・ヴェルディのオペラ『アイーダ』に由来する。